# Wehrkreis XII

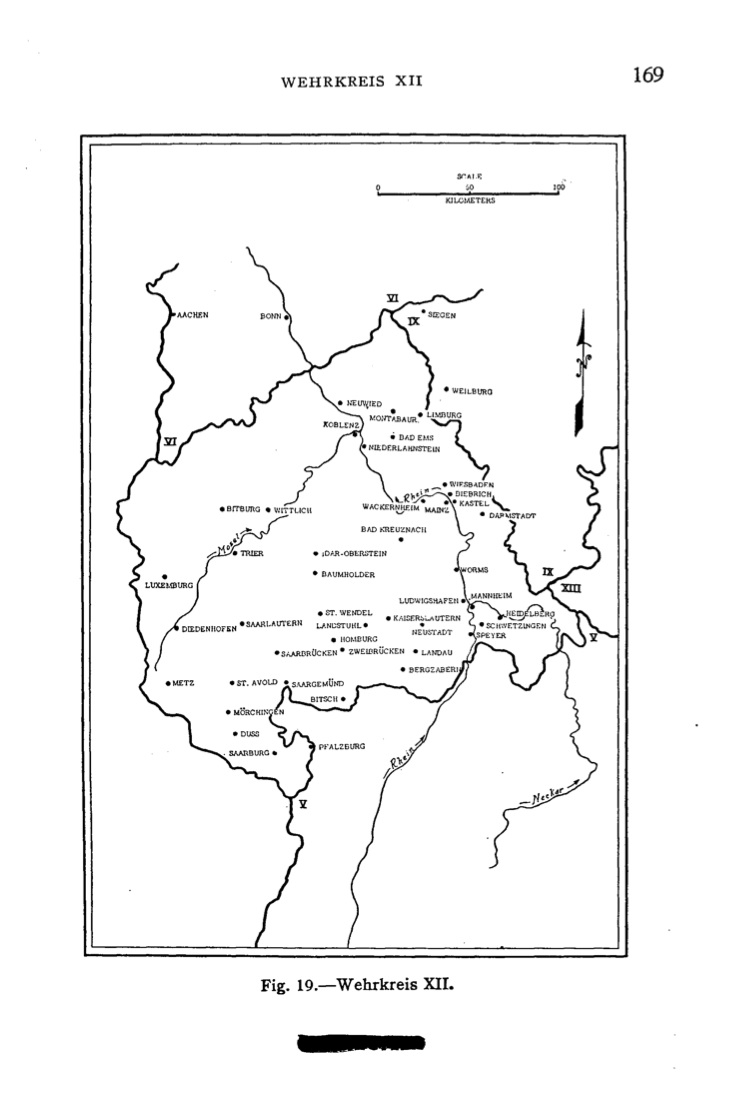
Carte du Wehrkreis XII, la militaire de l'Allemagne Nazie en 1943.

Le Wehrkreis XII  (WK XII) était la 12e région militaire allemande. 

## Historique
Le siège de la 12e région militaire était à Wiesbaden. Pendant la Seconde Guerre mondiale, le WK XII servit de réserve pour tous les fronts. D'abord zone arrière des armées de l'Ouest, la XIIe région militaire servait de zone d'étapes et de ravitaillement pour les armées en campagne et de zone de repos et d'instruction pour les armées de réserve. À partir de 1942, elle devint aussi un réservoir pour les armées de l'Est, devenant une véritable plaque tournante pour tous les théâtres d’opération en Europe. La majorité des malgré-nous Lorrains et Luxembourgeois partirent de cette région militaire vers le front de l'Est. 
Pour l'instruction des troupes, il existait plusieurs écoles d'officiers et de sous-officiers, à Wiesbaden (Unterführerschule des Wehrkreis XII) et à Metz (Nachrichtenschule der Waffen-SS et Fahnenjunkerschule VI des Heeres metz). À partir de 1943, des bataillons de combattants furent formés avec des soldats malades ou convalescents, rentrant souvent du front de l'Est, comme le Füsilier-Bataillon 462, du Major Voss. Ces unités de première réserve furent transformées en unités combattantes en août 1944, comme la 462e Volks-Grenadier-Division à Metz. Les Ersatz Division restantes, composées de soldats de seconde réserve, trop âgés ou trop malades pour combattre en première ligne, remplacèrent à l'arrière ces nouvelles divisions combattantes.

## Divisions géographiques
La XIIe région militaire comprenait les régions suivantes : 
- Rhénanie : Sud du land actuel de Rhénanie-du-Nord-Westphalie et partie occidentale du land actuel de Rhénanie-Palatinat
- Palatinat : partie orientale du land actuel de Rhénanie-Palatinat
- Sarre : totalité du land de Sarre,

Après 1940, la XIIe région militaire intégra deux nouveaux territoires ou "CdZ-Gebiet":
- CdZ-Gebiet Lothringen : totalité du département de la Moselle, intégré au gau Westmark
- CdZ-Gebiet Luxemburg : totalité du Grand-Duché de Luxembourg.

## Gouverneurs (Befehlshaber)
Gouverneur (Befehlshaber) de la XIIe région militaire
| Grade                  | Nom                                       | Début             | Fin               |
| ---------------------- | ----------------------------------------- | ----------------- | ----------------- |
| General der Kavallerie | Franz Freiherr Kreß von Kressenstein (de) | 6 octobre 1936    | 28 février 1938   |
| General der Infanterie | Walter Schroth                            | 1er mars 1938     | 26 août 1939      |
| General der Infanterie | Albert Steppuhn                           | 26 août 1939      | 30 avril 1943     |
| General der Infanterie | Walther Schroth                           | 1er mai 1943      | 6 octobre 1944    |
| Generalleutnant        | Paul Danhauser (en)                       | 6 octobre 1944    | 1er novembre 1944 |
| General der Artillerie | Herbert Osterkamp                         | 1er novembre 1944 | Mars 1945         |